# 钱旭红
钱旭红（1962年—），江苏宝应人，中国有机化工专家。1988年获得工学博士学位，1994年晋升教授，2004年7月至2015年3月任华东理工大学校长，2011年11月当选中国工程院院士，2018月1日起任华东师范大学校长。
钱旭红受聘担任大连理工大学长江学者和“973”项目首席科学家，是国家杰出青年基金获得者及上海市科技精英，入选教育部跨世纪优秀人才培养计划。在国际前沿开展仿生农药及生物染料的创制工作。作为中国少壮派重点高校校长，钱旭红具有独特的领导才能和巨大的人格魅力，在从事科研工作的同时，注重对学生德才兼备的素质教育，教书和育人并重，提出了一系列独特的教育观点和执教理念。

## 生平
- 1978年9月 进入华东化工学院石油化工系，1982年7月 获得学士学位；
- 1982年9月 华东化工学院精细化工系研究生，1985年4月获得精细化工专业硕士学位；
- 1988年7月 获得华东理工大学获工学博士学位；
- 1988-1992年4月 华东理工大学讲师；
- 1989年8月-1990年8月 美国德克萨斯州拉玛尔大学副研究员；
- 1990年9月-1991年12月 德国巴伐利亚州维尔兹堡大学洪堡基金（AvH）博士后；
- 1992年8月-1994年7月 华东理工大学副教授；
- 1994年8月至今 华东理工大学教授；
- 1992年8月－1995年4月 先后任华东理工大学精细化工学科主任、药物化工研究所所长；
- 1995年5月－7月 国家高级教育行政学院学员；
- 1995年12月至今 华东理工大学博士生导师；
- 1995年9月－1996年2月 任华东理工大学校长助理；
- 1996年3月－2000年10月 任华东理工大学副校长；
- 1999年10月－1999年12月 日本姬路工业大学客座教授；
- 2000年9月－2004年6月 受聘大连理工大学教育部长江学者奖励计划特聘教授；
- 2002年1月至今 任上海市化学生物学重点实验室主任(兼)；
- 2003年3月至今 任国家南方农药创制中心(上海)主任(兼)；
- 2004年7月 - 2015年3月 任华东理工大学校长；
- 2007年4月至今 任中国化工学会副理事长；
- 2007年3月至今 任亚洲及太平洋化工联盟主席；
- 2011年11月 当选中国工程院院士。